# Phytoseius balcanicus
Phytoseius balcanicus är en spindeldjursart som beskrevs av Wainstein 1969. Phytoseius balcanicus ingår i släktet Phytoseius och familjen Phytoseiidae. Inga underarter finns listade i Catalogue of Life.